# Somme amerikai katonai temető
A Somme amerikai katonai temető (Somme American Cemetery) egy első világháborús sírkert a franciaországi Bony közelében.

## A temető
A temető egy enyhe lejtésű domboldalon fekszik, a sírokat négy parcellába rendezték. A sírkertben 1844 halott katona nyugszik, legtöbbjük azokban az amerikai csapatokban szolgáltak, amelyek a britekkel együtt harcoltak, vagy a Cantigny közeli csatározásokban estek el. A parcellákat ösvények választják el, a hosszabbik tengely a temető keleti végében álló kápolnához vezet. Az épület bronzajtaját az amerikai sas díszíti, a belső falakra annak a 333 katonának a nevét vésték, aki ismeretlen helyen nyugszik. A teret egy kereszt alakú ablak világítja meg.